# Frank McDougall
Frank McDougall (Glasgow, Escocia; 21 de febrero de 1958 – Inglaterra; 1 de octubre de 2023) fue un futbolista escocés que jugó en la posición de delantero centro.

## Equipos
| Periodo   | Club                   |
| --------- | ---------------------- |
| 1975–1976 | Duntocher Hibernian FC |
| 1976–1978 | Glasgow Perthshire FC  |
| 1978–1979 | Clydebank              |
| 1979–1984 | St Mirren FC           |
| 1984–1987 | Aberdeen FC            |

## Muerte
McDougall falleció el 1 de octubre de 2023 en un hospital en Inglaterra a causa de un ataque cardíaco.

## Logros

### Club
- Primera División de Escocia (2): 1983/84,[7][9] 1984/85
- Copa de Escocia (2): 1983/84, 1985/86
- Copa de la Liga de Escocia (1): 1985/86

### Individual
- Goleador de la Primera División de Escocia en 1983/84 (22 goles)[6]